# Xã Frederick, Quận Divide, Bắc Dakota
Xã Frederick (tiếng Anh: Frederick Township) là một xã thuộc quận Divide, tiểu bang Bắc Dakota, Hoa Kỳ. Năm 2010, dân số của xã này là 18 người.